# دونز
دونز (باللاتفية: Dons) هو مغني لاتيفي، ولد في 10 أبريل 1984 في سالدوس في لاتفيا.

## وصلات خارجية
- دونز على موقع IMDb (الإنجليزية)
- دونز على موقع ميوزك برينز (الإنجليزية)
- دونز على موقع أول ميوزيك (الإنجليزية)
- دونز على موقع ديسكوغز (الإنجليزية)
- دونز على موقع قاعدة بيانات الفيلم (الإنجليزية)